# Greenlizardita
La greenlizardita és un mineral de la classe dels sulfats. Rep el nom de la mina Green Lizard, als Estats Units, la seva localitat tipus.

## Característiques
La greenlizardita és un sulfat de fórmula química (NH₄)Na(UO₂)₂(SO₄)₂(OH)₂(H₂O)₃·H₂O. Cristal·litza en el sistema triclínic. La seva duresa a l'escala de Mohs és 2. Estructuralment es troba relacionada a la johannita, la deliensita i la plašilita.
Els exemplars que van servir per a determinar l'espècie, el que es coneix com a material tipus, es troben conservats a les col·leccions mineralògiques del Museu d'Història Natural del Comtat de Los Angeles, a Los Angeles (Califòrnia) amb el número de catàleg: 66558 (holotip) i 66559 (cotip).

## Formació i jaciments
Va ser descoberta a la mina Green Lizard, situada al Red Canyon del comtat de San Juan (Utah, Estats Units). Es tracta de l'únic indret de tot el planeta on ha estat descrita aquesta espècie mineral.